# فايق إسماعيل
فايق إسماعيل (11 سبتمبر، 1932- 14 أغسطس، 1997)، مخرج وكاتب سيناريو مصري. من أبرز أعماله مسلسل القضاء في الإسلام بأجزاء متعددة. 

## حياتة
حصل علي ليسانس الآداب قسم اللغة الانجيلزية، حصل علي شهادة معهد الفنون المسرحية قسم الإخراج. بدأ نشاطة السينمائي كاتبا للسيناريو والحوار وأول أفلامه (أيام بلا حب) عام 1962. عمل منتجا لبعض الأفلام وعمل مخرجا بالتلفزيون مند بدء إرساله، وقام أيضا بالإخراج المسرحي، اتجه إلى التمثيل من خلال فيلم (هدى) عام 1959. توفي عام 1997.

## أعمالة في السينما
هو قام بلعديد من مسلسلات وأفلام ومن أشهرها ،
- القضاء في الإسلام 1995 - مسلسل
- القضاء في الإسلام 1993 - مسلسل
- القضاء في الإسلام 1992 - مسلسل
- القضاء في الإسلام 1989 - مسلسل
- القضاء في الإسلام 1987 - مسلسل
- الانتقام 1986 - فيلم
- أولاد الأصول 1985 - فيلم
- البحث عن الضحية 1983 - مسلسل
- أولاد الملجأ 1983 - فيلم
- الغائب العزيز 1982 - فيلم
- أمّي الحبيبة 1982 - مسلسل
- خدمة ليلية 1982 - فيلم
- اليتيم و الحب 1980 - مسلسل
- طريق الرماد الساخن 1980 - مسلسل
- واهتزت الأرض 1980 - مسلسل
- أبناء في العاصفة 1978 - مسلسل
- وفاء بلا نهاية 1978 - مسلسل
- الملهمة 1971 - مسلسل
- الأمل 1968 - مسلسل
- وحش البراري 1965 - مسلسل
- عروس اليمامة 1964 - مسلسل.[2][3]